# Chris Sabin
Josh Harter (* 4. Februar 1982 in Pinckney, Michigan, USA) ist ein US-amerikanischer Wrestler. Er trägt Kämpfe hauptsächlich bei New Japan Pro-Wrestling aus und ist als Producer für Wrestlingshows tätig. Er ist bekannt unter seinem Ringnamen Chris Sabin.

## Karriere

### Anfänge
Harter begann in seinem Heimatstaat Michigan mit dem Wrestling-Training und debütierte im Jahr 2000 unter dem Namen Chris Sabin für Border City Wrestling in Ontario, Kanada. Er trat aber auch für Independent-Ligen in Michigan an.

### Total Nonstop Action Wrestling
Nach seiner Verpflichtung durch NWA Total Nonstop Action Wrestling durfte Harter am 14. Mai 2003 den TNA X Divisions Titel von Amazing Red erringen und über drei Monate halten. Danach musste Harter den Titel in einen Ultimate X Match an Michael Shane abtreten.
Am 7. Januar 2004 nahm Harter neben Shane, Christopher Daniels und Low Ki am zweiten Ultimate X Match von Total Nonstop Action Wrestling teil und durfte dort zum zweiten Mal den X Divisions Titel erringen. Ende März 2004 wurde ihm der Titel aufgrund einer realen Knieverletzung jedoch aberkannt.
Im Dezember 2004 konnte Harter ein Titelmatch gegen den amtierenden X Division Champion Petey Williams erringen, welches er jedoch nicht gewinnen durfte.
Durch einen Sieg gegen Shelley bei Hard Justice wurde Harter zum Herausforderer Nr. 1 auf den X Divisions Titel ernannt, der zu dieser Zeit von Senshi gehalten wurde. Zwar durfte Harter am 22. Oktober 2006 das Match bei Bound for Glory gewinnen und den Titel kurzfristig erringen, aber nur zwei Wochen später musste er diesen Titel bei einer Ausgabe von TNA iMPACT! wieder an AJ Styles abgeben. Doch am 14. Januar 2007 durfte Harter den Titel in einem Triple Threat Match gegen Jerry Lynn und Christopher Daniels nochmals gewinnen. Mittlerweile ist Harter in einem erfolgreichen Tag Team mit Alex Shelley vereint. Sie durften bei Victory Road 2010 zum ersten Mal die bis dahin vakanten TNA World Tag Team Titel gegen Beer Money Inc. gewinnen.
Nach einer Verletzungspause, die sich Harter im April 2011 zuzog, kehrte er an der Seite von Shelley im März 2012 zurück. Im Mai 2012 endete das Tag Team mit Alex Shelley, da dieser TNA verließ. In einem Match bei Impact Wrestling am 14. Juni 2012 zog sich Harter erneut einen Kreuzbandriss zu und fiel damit erneut mehrere Monate aus. Bei Slammiversary XI am 2. Juni 2013 gewann er zum fünften Mal die TNA X Division Championship, nachdem er in einem Ultimate X-Match Suicide und den vorherigen Titelträger Kenny King besiegte. Den Titel verlor Harter am 20. Juni 2013 bei Impact Wrestling an Austin Aries. Bereits neun Tage später gewann Harter den Titel wieder zurück und tauschte ihn anschließend für ein Match um die TNA World Heavyweight Championship ein, welchen er am 18. Juli 2013 von Bully Ray gewann. Im Rückmatch bei Hardcore Justice, welches drei Wochen später als Cage-Match stattfand, musste er den Titel wieder an Bully Ray abgeben. Bei Bound for Glory zwei Monate später gewann Harter zum siebten Mal die X-Division Championship.

## Erfolge
- Blue Water Championship Wrestling

- 1× BWCW Cruiserweight Champion

- Border City Wrestling

- 2× BCW Can-Am Television Champion

- Full Impact Wrestling

- 1× FIW American Heavyweight Champion

- Great Lakes All-Pro Wrestling

- 1× GLAPW Junior Heavyweight Champion

- International Wrestling Cartel

- Sieger des IWC Super Indy Tournament 2004
- 1× IWC Super Indy Champion

- Maryland Championship Wrestling

- 2× MCW Cruiserweight Champion

- Maximum Pro Wrestling

- 2× MXPW Cruiserweight Champion
- 1× MXPW Television Champion

- Michigan Marquee Wrestling Association

- 1× MMWA Marquee Champion

- New Japan Pro-Wrestling

- 1× IWGP Junior Heavyweight Tag Team Champion mit Alex Shelley
- 1× STRONG Tag Team Champion mit Alex Shelley

- NWA Florida

- Sieger des Jeff Peterson Memorial Cup 2005

- NWA Great Lakes

- 1× NWA Great Lakes Heavyweight Champion
- 1× NWA Great Lakes Junior Heavyweight Champion

- Ontario Championship Wrestling

- 1× OCW Tag Team Championship

- Pro Wrestling ZERO1-MAX

- 1× ZERO1-MAX International Lightweight Tag Team Champion (mit Alex Shelley)

- Total Nonstop Action Wrestling

- 1× TNA World Heavyweight Champion
- 10× TNA X-Division Champion
- 1× TNA World Tag Team Champion (mit Alex Shelley)
- Sieger des TNA Super X Cup 2003
- Sieger des TNA World X Cup 2004 mit Team USA
- Sieger des TNA World X Cup 2006 mit Team USA

- World Wrestling All-Stars

- 1× WWA International Cruiserweight Champion

- Xtreme Intense Championship Wrestling

- 1× XICW Tag Team Champion (mit Truth Martini)